# Галлямов, Аббас Радикович
Абба́с Ра́дикович Галля́мов (баш. Аббас Галләмов; род. 30 мая 1972, Челябинск) — российский политолог, политтехнолог, публицист и государственный деятель. В 2008—2010 годах — спичрайтер премьер-министра РФ Владимира Путина. Заместитель руководителя администрации президента Республики Башкортостан (2010—2014). Кандидат политических наук.

## Биография
Родился 30 мая 1972 года в Челябинске. По национальности — башкир.
В 1995 году окончил Башкирский государственный педагогический институт, в 2001 году — Российскую академию государственной службы при президенте РФ. Кандидат политических наук. Тема диссертации «Лидер и имидж лидера в современном политическом процессе: проблемы концептуализации и медиатизации» (научный руководитель — д. полит. н. О. В. Гаман-Голутвина).
В 2001—2002 годах — начальник пресс-службы партии «Союз правых сил».
С 2002 по 2008 год — заместитель полномочного представителя Башкортостана при президенте России.
В 2008—2010 годах работал в департаменте по подготовке публичных выступлений правительства РФ, готовил тексты выступлений (спичрайтер) премьер-министру РФ Владимиру Путину.
В 2010 году Галлямов возвращается в Башкортостан, где до 2014 года является заместителем руководителя администрации президента Республики Башкортостан Рустэма Хамитова.
В июле 2017 года вошел в Общественную палату Красногорска.
Как политтехнолог участвовал в региональных избирательных кампаниях, в 2018—2019 годах входил в состав научно-экспертного совета Центральной избирательной комиссии Российской Федерации.
В 2020 году вошел в экспертный совет партии «Новые люди».
Публицистика Галлямова выходила в «Ведомостях», Forbes, Republic. В настоящее время Аббас Галлямов является политическим аналитиком, регулярно появляется в эфирах русскоязычных интернет-изданий и выступает с комментариями в ряде международных СМИ. Ведёт собственный Telegram-канал.
В начале 2022 года Галлямов переехал в Израиль.
30 сентября 2022 года опубликовал доклад «Проект „Преемник“: перспективы, условия, кандидаты», посвящённый теме транзита власти в России.

## Преследование в России
10 февраля 2023 года Минюст России внёс Галлямова в список иностранных агентов.
В марте 2023 года МВД РФ объявило Галлямова в розыск. Тогда же стало известно, что СК РФ возбудил против него уголовное дело по статье о дискредитации ВС РФ, что, по мнению СМИ, было связано с интервью Галлямова YouTube-каналу «Грошi» (проекту украинского телеканала 1+1), вышедшим в свет в апреле 2022 года, в котором он говорил о резне в Буче и обстреле вокзала в Краматорске. 29 июля 2024 года заочно осуждён на восемь лет колонии по делу о военных фейках.

## Критика
Издание Sota уличало Галлямова в неоднократно несбывшихся прогнозах: например, в июне 2023 года, он писал, что Кремль не решается арестовывать «патриотов» вроде Игоря Гиркина и Евгения Пригожина, так как их сторонники окажутся «на баррикадах» со сторонниками Навального. В течение следующих двух месяцев Гиркин был арестован, а Пригожин погиб при взрыве в самолёте после неудавшегося мятежа.
В марте 2023 года предполагал, что весной Путин может сменить премьер-министра, но этого не произошло.

## Личная жизнь
Женат, четверо детей.